# Le Donjon de Naheulbeuk : Chaos sous la montagne
 (novembre 2014).
Si vous disposez d'ouvrages ou d'articles de référence ou si vous connaissez des sites web de qualité traitant du thème abordé ici, merci de compléter l'article en donnant les références utiles à sa vérifiabilité et en les liant à la section « Notes et références ».
Le Donjon de Naheulbeuk : chaos sous la montagne est un roman écrit par John Lang (alias Pen Of Chaos). Il s'agit de la sixième et dernière saison de la saga MP3 du Donjon de Naheulbeuk. Il est paru le 22 novembre 2014.

## Intrigue
C'est la guerre entre les forces alliées de Fangh (humains, sorciers, elfes et aventuriers) et les troupes de Gzor (orques, gobelins et mages noirs). Après une violente bataille, l'état-major des forces alliées se rend compte qu'il sera difficile de vaincre les troupes du chaos et décide d'utiliser d'autres méthodes que le combat. L'état-major engage les "Fiers de Hache" pour sauver le monde encore une fois. L'état-major leur révèle l'existence d'une cité abandonnée depuis des siècles dans le désert : Rancurac. Autrefois des mages s'installèrent dans cette cité pour faire des recherches et y créer des sorts. Au bout de quelques années, à la suite de divers incidents, les mages durent évacuer la cité et scellèrent l'entrée sans avoir pu emporter leur parchemins où étaient inscrits les sortilèges qu'ils avaient inventé. La clé pour entrer dans la cité fut confiée aux nains de Mir-Nodd. Aujourd’hui (des siècles plus tard), l'état-major charge les "Fiers de Hache" d'aller récupérer la clé chez les nains puis de partir à la recherche de cette cité perdue du désert. Avec la clé, ils devront entrer dans la cité et chercher dans les vieux parchemins des sorts de guerre assez puissants pour anéantir l'armée de Gzor. Malheureusement les généraux de Gzor entendent parler de ce plan et envoient leurs assassins éliminer Les Fiers de Hache avant qu'ils ne réussissent. En parallèle, Zangdar, ivre de rage depuis son dernier échec, décide de se venger et part à la recherche des Fiers de Hache avec son fidèle Reivax et deux tueurs professionnels qu'ils ont engagé. Dans le même temps, Vladostuu, prince de tous les vampires, apprend que son enfant préféré, Archein Von Drekkenov, a été tué et part à la recherche des assassins: Les Fiers de Hache.